# Chodel
Chodel è un comune rurale polacco del distretto di Opole Lubelskie, nel voivodato di Lublino.
Ricopre una superficie di 108,21 km² e nel 2004 contava 6 782 abitanti.